# Литература Реюньона
Литература Реюньона — литература людей, связанных с островом Реюньон, французским заморским департаментом в Индийском океане к востоку от Мадагаскара. Она написана на французском и реюньонском креольском языках, а также на других языках.

## История
Истоки реюньонской литературы лежат в реюньонских рассказах и поэзии, расцвет которых пришелся на середину XVIII века. Эварист де Парни и Антуан Бертен были писателями, родившимися на острове в XVIII веке, но проведшими большую часть своей жизни вдали от родных мест. Для них Реюньон был темой, которая олицетворяла красоту и воспоминания юности. Эта тема экзотики преобладала в литературе, написанной франкоязычными писателями с Реюньона, писавшими для читателей во Франции. Реюньон описывался как потерянный рай, населенный счастливыми туземцами, как в романе 1924 года «Улисс, Кафре или Золотая история чёрного» автора с Реюньона Мариуса-Ари Леблона, лауреата Гонкуровской премии.
В XIX веке роман приобрел большую значимость; Les Marrons Луи Тимажена Уа был крупным произведением жанра. Во французской поэзии ведущими парнасцами были Леконт де Лиль и Леон Диркс.
Движение от представления Реюньона как живописного и романтического обобщенного тропического рая для развлечения иностранных читателей к литературе с ярко выраженной культурной идентичностью можно увидеть в поэзии Пьера-Клода Жоржа-Франсуа (1869—1933), который отходит от классических форм французской поэзии. Его сборник Poèmes d’Outre-Mer 1931 года содержал первый свободный стих в литературе Реюньона, дерзко смешанный с классическими александрийскими стихами.
В произведении Жана Олбани «Замаль» (1951) переворачивается с ног на голову колониальная литературная традиция, поскольку Франция представлена как «другая», а также вводятся креольские мотивы. Исследуются рабство и особенности истории, географии, фауны и флоры Реюньона.
Произведение Бориса Гамалея «Vali pour une reine morte» (1973) написано на разных языках: французском, креольском, малагасийском и других африканских и индейских языках, чтобы отразить лингвистические и культурные влияния острова, используя языки коренных народов, колонизаторов, рабов и наемных рабочих.
Литература Реюньона пережила возрождение с тех пор, как Реюньон стал департаментом. В том числе в литературе Реюньона усилилось креольское течение.

## Основные авторы
- Жильбер Обри
- Этьен Азема
- Жорж Азема
- Жан-Анри Азема
- Жозеф Бедье
- Гаэль Белем
- Анн Шейне
- Леон Дьеркс
- Жоэль Экормье
- Борис Гамалея
- Мариус-Ари Леблон
- Леконт де Лиль
- Жан Лодс
- Маргарита-Элен Маэ
- Ив Манглу
- Эварист де Парни
- Жюльен Сальват
- Огюст Винсон